# 世界探偵協会
世界探偵協会（せかいたんていきようかい）とは、各国および各地域の探偵業を営む者で構成された国際組織である。

## 沿革
- 1925年 - 世界探偵協会設立。
- 1950年 - 世界探偵協会（1925年）と国際秘密情報機関協会（1921年）を会員として、両協会の協同出資により、私立探偵の国際組織である世界シークレットサービス協会が設立される。
- 1966年8月 - テキサス州サンアントニオで開催された年次総会に於いて、現在の名前が採択され、当初の名前を継続することになった。